# LG Optimus L9
De LG Optimus L9 is een smartphone van het Zuid-Koreaanse bedrijf LG en is geïntroduceerd tijdens het IFA 2012 in Berlijn. Het toestel maakt deel uit van de 'L-serie', een lijn van smartphones die voor gebruikers met weinig geld een goed design en de recentste software wil bieden. Het toestel is sinds begin november 2012 in Nederland verkrijgbaar en komt uit in het zwart en wit.

## Software

### Interface
De Optimus L9 draait standaard op Googles Android, versie 4.0.4, maar het toestel kan inmiddels worden geüpgraded naar versie 4.1.2 Jelly Bean. Boven op het besturingssysteem heeft LG zijn eigen interface gelegd, vergelijkbaar met HTC's Sense en Samsungs TouchWiz. De grafische schil is meer tot de "standaard interface" van Google gebleven en legt veel nadruk op de kleur wit. Ook heeft LG het vergrendelingsscherm aangepast. Door van een bepaalde applicatie toe te slepen, wordt die applicatie direct geopend.

### LG Tag+
Ook beschikt de telefoon over NFC, die net zoals de Sony Xperia S over een soort 'smarttag' bezit. Hiermee kan men, door de smarttag dicht bij de telefoon te houden, het toestel een bepaalde functie laten uitvoeren (zoals de telefoon uitschakelen), die de gebruiker zelf via LG Tag+ kan instellen. Ook is het mogelijk om via 'Smart Beam' snel data uit te wisselen.

### Quick Translator
De L9 beschikt over een applicatie genaamd QuickTranslator. Het doel is om een tekst in een taal te vertalen naar een andere taal. Hiervoor moet de gebruiker de applicatie openen, de telefoon boven de tekst houden, de L9 scant de tekst en vertaalt het in de gewenste taal.

### Quick Memo
Quick Memo is een feature waarmee de gebruiker een notitie op scherm kan maken. Het wordt geactiveerd door de alle volumeknoppen tegelijkertijd in te drukken of door via de notificatiebalk op "Quick Memo" te klikken. Hierna opent zich een gelig blaadje waarop de gebruiker kan tekenen en schrijven. De applicatie kan worden gepauzeerd zodat deze later kan hervat. Ook kan men op de achtergrond tekenen door het gelige blaadje transparant te maken. De kladblaadjes kunnen worden bewaard of worden gedeeld via sociale media.

### SmartWorld
Naast de reguliere applicatiewinkel Google Play, is er tevens SmartWorld te vinden. Deze online winkel biedt apps, spelletjes en achtergronden, die na het aanmelden met een LG-account te downloaden zijn. Alhoewel de applicatie standaard op het toestel geïnstalleerd is, kan men deze software ook weer verwijderen.

## Hardware
De smartphone heeft een lcd-scherm van 4,7 inch groot met een resolutie van 960 x 540 pixels, wat neerkomt op een pixeldichtheid van 234 ppi. Onder het scherm bevinden zich drie knoppen, een capacitieve terugknop, de fysieke thuisknop en een capacitieve menuknop. In het toestel zelf bevindt zich een batterij van 2150 mAh en een dualcore-processor van 1 GHz. Op de Optimus L9 zitten twee camera's: een op de achterkant van 5 megapixel en een op de voorkant om te videobellen.